# Zwieselite
La zwieselite è un minerale.